# Вайе (Нижняя Саксония)
Вайе (нем. Weyhe) — община в Германии, в земле Нижняя Саксония.
Входит в состав района Дипхольц. Население составляет 30 362 человека (на 31 декабря 2010 года). Занимает площадь 60 км².
Коммуна подразделяется на 9 сельских округов.
| Год  | Население |
| ---- | --------- |
| 1990 | 25 059    |
| 1995 | 28 188    |
| 2000 | 30 017    |
| 2005 | 30 325    |
| 2010 | 30 376    |